# Dscham (Verwaltungsbezirk)
Dscham oder Jam (persisch شهرستان جم) ist ein Schahrestan in der Provinz Buschehr im Iran. Er enthält die Stadt Dscham, welche die Hauptstadt des Verwaltungsbezirks ist. 

## Demografie
Bei der Volkszählung 2016 betrug die Einwohnerzahl des Schahrestan 70.051. Die Alphabetisierung lag bei 91 Prozent der Bevölkerung. Knapp 54 Prozent der Bevölkerung lebten in urbanen Regionen.
| Zensusjahr | Einwohnerzahl |
| ---------- | ------------- |
| 2011       | 51.446        |
| 2016       | 70.051        |